# 한국의 소싸움

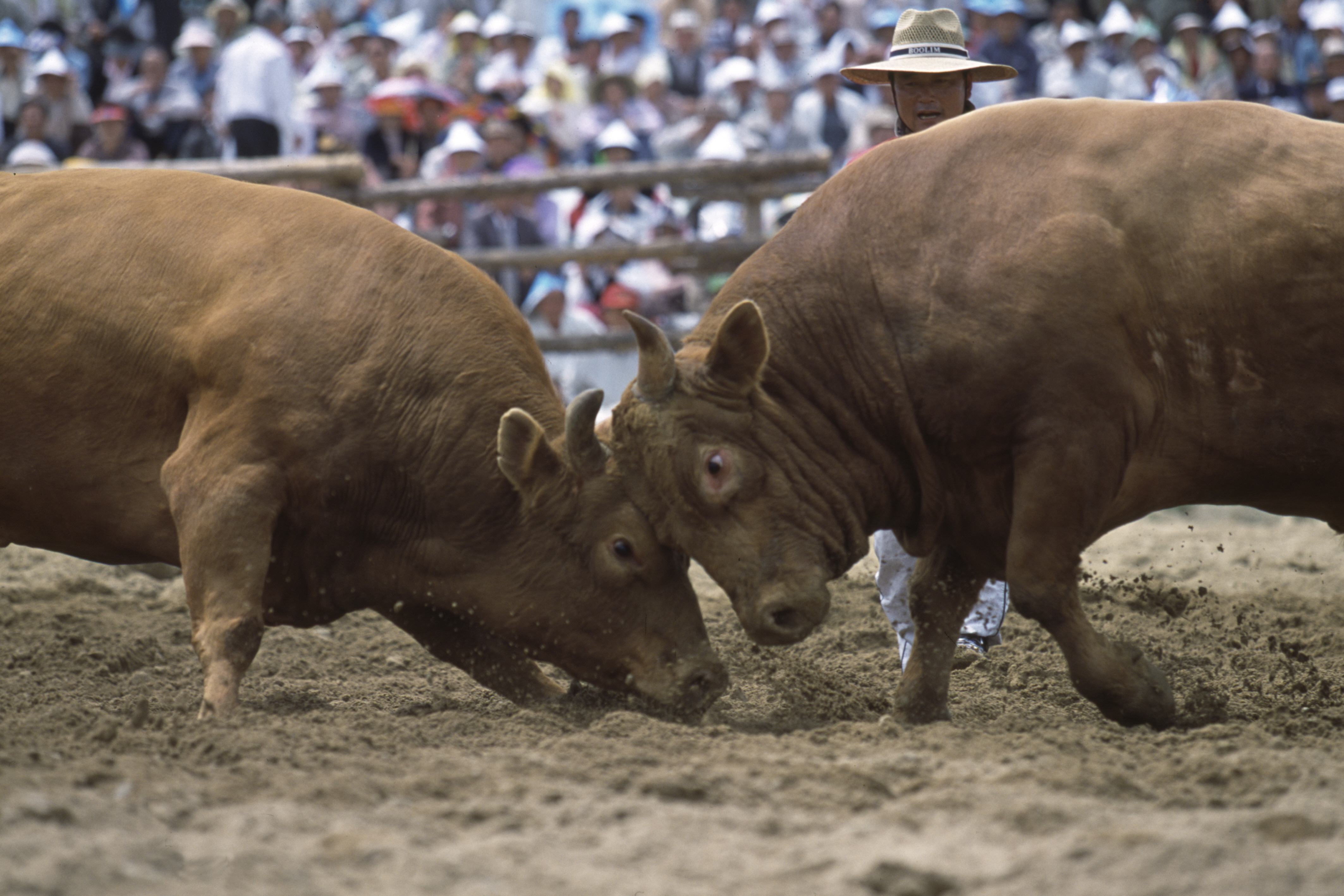
청도 소싸움 축제의 소싸움 장면

소싸움은 한반도의 전통 놀이로, 마을마다 소를 1마리씩 선발하여 여러 마을의 대표소끼리 소싸움을 하는 경기이다. 전통적으로, 우승한 소의 마을은 다음 소싸움 때까지 다른 마을에게서 "형님 마을"로 불렸다. 청도군, 진주시, 의령군 등은 유명한 소싸움 주최지로 알려져 있으며, 정기적으로 소싸움대회가 열리고 있다. 이들지역 외에도 전북 정읍과 완주, 대구 달성, 경남 창녕,창원,고성,전남 보성 등지에서도 전국규모의 대회가 매년 열린다.
경상남도의 거의 전역과 강원도, 황해도, 경기도 등지에서 주로 추석에 거행되어 옴을 볼 수 있다. 서양의 투우 경기(鬪牛競技)와는 달리 소끼리 싸움을 붙이는 매우 단순 소박한 것이나 한국의 황소는 원래 유순하여 싸움이 그리 격렬하지 못하다. 그러나 싸움 전에 소주 따위를 먹여 흥분시키면 평소 유순하던 소들도 사나워져서 제법 볼만한 싸움을 전개한다. 싸움을 시키는 장소에는 모래를 깔고 적당한 넓이에 둥글게 새끼줄을 쳐 구획한다. 그 중앙에 선발된 부락대표의 소 두 마리를 세워 놓고 소 사이는 포장으로 가린다. 포장을 철거하면 싸움이 시작되어 서로 뿔을 맞대어 상대를 떠받고 밀치고 하는데 승부는 무릎을 꿇거나 넘어지거나 하는 것으로 결정된다.

## 경기 규칙
출전하는 소는 체급별로 추첨하여 대결한다. 갑종은 741kg이상, 을종은 651 kg 이상 740 kg 이하, 병종은 580 kg 이상 650 kg 이하이다.
경기가 시작되었으나 싸움을 시작하지 않고 경기장을 1/4바퀴 이상 달아나거나 상대편 소의 공격에 대응하지 않고 3회 이상 물러설 경우, 공격 중 먼저 머리를 돌려 달아나면 패한다. 경기에는 시간 제한이 없으며, 한 마리가 패할 때까지 계속 진행되지만, 이것은 심판의 판단에 따라 달라질 수 있다.

## 싸움소
싸움소는 소싸움을 하기 위해 길러진 특갑종을 말한다. 한국에서는 흑소나 칡소, 황소의 특갑종이며, 보통 한우보다 몸집이 훨씬 크고, 무게가 700~1200kg나 되며, 일반소에 비해 힘은 세지만 민첩성이 떨어진다.